# José Braz Alves
José Braz Alves (1901–1974) foi um empresário e cineasta português. Como empresário, dedicou-se à exploração e aluguer de barcos, sendo um dos vários exemplos de portugueses endinheirados que, tendo essa base financeira, se aventuraram na realização de filmes. Esperando, talvez  ganhar alguma notoriedade e reforçar o seu estatuto social.

## Filmografia
A sua filmografia mostra uma única realização, O Violino de João, que estreou em 22 de maio de 1944, no Cine Tivoli, em Lisboa, com os atores João Villaret, Ada Luftmann e Igrejas Caeiro.

### Crítica
Em 16 de Junho de 1944, Miguel Coelho publicou um artigo sobre o filme O Violino de João na Gazeta dos Caminhos de Ferro, tendo descrito Braz Alves como uma «criatura desempoeirada, não pertencendo a «panelinhas» nem a «grupinhos», resolveu, sósinho [sic] fazer uma fita. Não foi procurar que lhe desse a mão, nem quem o industriasse. Resolveu e acabou-se.». Sobre as más críticas que o filme recebeu na sua estreia, explicou que foram devido à origem nacional do filme, e por ter sido feito por apenas uma pessoa: «e, vá daí, toca [os críticos] a atirarem-se ao seu trabalho, como o gato se atira ao bofe, esquecendo-se que tem aparecido películas estrangeiras muitíssimo peores, mas que têm sido recebidas com grandes pompas, porque são estrangeiras». Descreveu o filme como sendo «passado entre gente de circo, com vida errante e arriscada, sofrendo desgostos e tristezas, que não são apreciadas pelo público que não se interessa por êles pois quem vai ao espectáculo é para ver e divertir-se. Não há nesta película «o pé descalço» tanto do agrado de certas camadas sociais, nem as pobrezas de uma capital, nem tão pouco a «festejada canção nacional». Foi talvez isso que não agradou aos que disseram mal.» Acrescentou que «Braz Alves, completamente só e com uma corrente enorme e desfavorável, arranjou um trabalho onde poz todo o seu entusiasmo, e se não triunfou por completo, no entanto mostrou ter coragem e valor», e aconselhou a «acabar com os monopólios. Bem bastam aquêles de que não nos podemos livrar, quanto mais aturarmos o monopólio dos autores e dos realizadores».
No artigo 5.ª Coluna, publicado em 14 de Junho de 1956 no jornal Diário Popular, faz-se uma possível referência ao caso de José Braz Alves, quando se menciona que «Todos nós sabemos que fazer filmes não é trabalho para toda a gente. Muito já se discutiu sobre isso, principalmente quando o cinema português estava em crise. Houve até quem escrevesse que só deveria ser permitida a realização de uma fita de fundo a um cineasta que já tivesse dado provas em dois ou três simples documentários, de temas variados. Isso, claro, para evitar desastres artisticos e financeiros (como o de Brás Alves, por exemplo), e pôr a salvo o prestigio da cinematografia lusitana.»
Sobre «O violino de João», Roberto Nobre referiu que se alimentou a ideia de que fazer filmes era uma coisa fácil. “Todos se julgam realizadores natos”. (...) “Vendo o fracasso de vários, todos se julgam capazes de fazer melhor, a ponto dum homem da província, com uns apontamentos debaixo do braço e um milhar de contos na algibeira, vir proclamar, senão fazer melhor, pelo menos fazer «diferente» ” [Roberto Nobre in Seara Nova, nº 877, 3 de Junho de 1944, p. 76].
João Brás Alves é um exemplo flagrante de que é preciso muito mais que dinheiro, técnicos e actores para se fazer cinema. Vazio de ideias, este realizador nada tinha para nos dizer.